# Centrul de Studii și Cercetări de Istorie și Teorie Militară
Centrul de Studii și Cercetări de Istorie și Teorie Militară a fost creat printr-o hotărâre (nr. 2033) a secretariatului Comitetului Central al Partidului Comunist Român, din 20 noiembrie 1968, cu privire la munca politico-ideologică în forțele armate ale Republicii Socialiste România, care prevedea, între altele: „În vederea dezvoltării cercetării științifice în domeniul teoriei și istoriei militare să se înființeze la Ministerul Forțelor Armate un Centru de Studii și Cercetări de Teorie și Istorie Militară” (punctul 12). Hotărârea secretariatului C.C. al P.C.R. a fost pusă în aplicare de Consiliul Politic Superior din Ministerul Forțelor Armate (secretar: general-locotenent Ion Coman). În ianuarie 1969, cei doi adjuncți ai ministrului forțelor armate (general-colonel Leontin Sălăjan) - șeful Marelui Stat Major, general-locotenent Gheorghe Ion, și secretarul Consiliului Politic Superior - stabileau rolul noii instituții în „a contribui la înarmarea cadrelor cu cele mai noi cuceriri în domeniul istoriei și teoriei militare, a educației militare în spiritul tradițiilor noastre ostășești înaintate pe baza valorificării gândirii militare din trecut, a generalizării științifice a experienței forțelor noastre armate, a folosirii realităților dobândite în țările socialiste și alte țări”. 

Centrul de Studii și Cercetări de Istorie și Teorie Militară (inspirat după Centre d’Etudes et Recherches d’Histoire et Théorie Militaire din Franța)  „își va îndrepta eforturile spre elaborarea unor lucrări științifice(studii, sinteze, monografii) de istorie și teorie militară. Totodată, va contribui la afirmarea armatei noastre în cadrul manifestărilor științifice de peste hotare, la o participare mai intensă la schimburile de idei în domeniul istoriei și teoriei militare”. Instituția oficială menită să coordoneze istoriografia militară națională, precum și cercetarea în domeniul teoriei și științei militare a fost înființată în anul 1969 sub semnul evenimentelor din vara anului precedent ce marcaseră societatea românească deopotrivă cu întreaga lume. Ea trebuia să contribuie atât la crearea unui cadru științific de cercetare, a evoluției istorice a poporului român, cât și la fundamentarea noii doctrine și politici de securitate a României în condițiile izolării țării în „lagărul” comunist european și a dificultăților de contractare a unor alianțe militare externe. Dincolo de scopurile propagandistice, crearea unui cadru de cercetare istorică a permis angajarea unei serioase anchete asupra evoluției militare a întregului teritoriu românesc, a ariei romanității orientale, din antichitate și până în prezent, cu atât mai mult cu cât Centrului i se „trasase sarcina” publicării unui „tratat” de istorie militară în mai multe volume, inițial 9 sau chiar 10.
Numirea în conducerea noii instituții a unei personalități remarcabile a mediului științific din armată, generalul-maior Eugen Bantea (1921-1987), fost director vreme îndelungată al Editurii Militare, a permis închegarea unor temeinice legături în lumea academică românească, atragerea unor autentici specialiști ai istoriei și teoriei militare, deveniți colaboratori statornici ai instituției. Nu mai puțin importantă a fost reînnodarea contactelor cu istoriografia militară internațională prin reînființarea Comisiei Române de Istorie Militară și participarea la congresele internaționale specifice.